# Pierre Bacchus
Pierre Bacchus, né le 10 juillet 1923 à Mézières et mort le 28 mai 2007 à Paris 14e, est un astrophysicien et informaticien français qui fit l’essentiel de sa carrière en tant que professeur à la faculté de Lille.

## Biographie
Il réalise ses études à l’École normale supérieure de Paris. Il est agrégé de physique. Il choisit la carrière de l’Enseignement supérieur. Il est docteur ès sciences physiques. Il a travaillé sur la spectroscopie Raman et sur le sodium atmosphérique. Il collabore, entre autres, avec Alfred Kastler puis avec Pierre Lacroute à l’Observatoire de Strasbourg où il étudie aussi les vitesses radiales, la photométrie et la mesure photographique des cercles méridiens.
Lors de la préparation de sa thèse de doctorat d’Etat avec Pierre Lacroute, futur père du programme Hipparcos du CNES (1966), ils ont eu l’idée d’utiliser un satellite artificiel pour mesurer avec plus de précision qu’au sol les distances des étoiles,,.
En 1962, il a été nommé professeur d’astronomie à la faculté des Sciences de Lille, succédant à Vladimir Kourganoff à la direction de l’Observatoire de Lille. Il fut également le directeur fondateur du laboratoire de calcul de la faculté et conserva la double casquette d’astronome et d’informaticien jusqu’à sa retraite en 1986.
Pierre Bacchus ne pouvait dissocier physique, astronomie et calcul scientifique, il s’impliqua avec énergie dans l’informatique naissante : pour rendre mieux accessibles les volumineux calculs qu’on rencontre souvent en astronomie, il réalisa notamment un compilateur ALGOL 60 pour l’IBM 1620 de la faculté.
Il fut un membre très actif de la Société Astronomique de France.

## Ouvrages principaux
- Méthode photoélectrique d'observation des étoiles doubles, Paris, impr. J. & R. Sennac,  Thèse. sciences . physique. Strasbourg. 1959. No 187[8]
- Manuel du langage algorithmique Algol 68, Groupe Algol de l'AFCET [Association française pour la cybernétique économique et technique] ; rédigé sous la direction de Pierre Bacchus, Jacques André et Claude Pair, Paris Hermann, 1975[9]
- Prospects of Space Astrometry, P. Bacchus et P. Lacroute, Symposium - International Astronomical Union, Volume 61 (New Problems in Astrometry), 1974 , pp. 277-282[10]
- Solutions de problèmes de sciences physiques donnés aux concours d'entrée aux grandes écoles, Vuibert 1955, 1959, 1961, 1965, 1968, 1970